# Лихорадка субботнего вечера
«Лихора́дка суббо́тнего ве́чера» (англ. Saturday Night Fever) — американский музыкальный художественный фильм 1977 года компании Paramount Pictures. Фильм, воплотивший в себе дух эпохи диско, имел ошеломляющий успех и сыграл значительную роль в популяризации музыки в стиле диско. Главная роль в фильме принесла всемирную славу Джону Траволте.
Картина была удостоена пяти номинаций на премии «Золотой глобус», двух «BAFTA» и одной «Оскар». В 2010 году Библиотека Конгресса США выбрала этот фильм для сохранения в Национальном реестре фильмов.

## Сюжет
Фильм рассказывает о Тони Манеро, девятнадцатилетнем италоамериканце, живущем в Бруклине. Днём он — работник в маленьком магазинчике, а по вечерам — звезда танцпола, завсегдатай клуба «2001 Odissey».
У Тони есть близкие друзья, Джои и Дабл-Джей. Также в компанию входит Бобби Си, который хотя и моложе остальных, но зато у него есть машина (Chevrolet Impala 1964 года). Он подавлен и рассказывает всем, что собирается жениться на девушке Полине, поскольку по неосторожности та забеременела от него.
Также неформальным членом компании является Аннетта, влюблённая в Тони.
У Тони Манеро есть младшая сестра и старший брат Фрэнк, который стал гордостью семьи с тех пор, как получил сан священника. Однако внезапно он отказывается от сана, потому что, как признаётся брату, однажды понял, что видит на распятии человека на кресте — и только. К отчаянию родителей, Фрэнк начинает жизнь обычного человека, а затем уезжает из дома. Перед отъездом он приходит в клуб «2001 Odissey», видит, как танцует Тони, и искренне признается ему, что восхищён. Бобби Си рассказывает Фрэнку, что обстоятельства вынуждают его жениться на Полине. Он спрашивает его совета: возможно ли, чтобы папа римский дал ему разрешение на аборт? Фрэнк считает это маловероятным, что приводит Бобби в сильное уныние.
Аннетта приглашает Тони выступить вместе на соревновании танцоров. Тони соглашается, однако через некоторое время отказывается с ней выступать: он встретил Стефани Мангано, чуть старше его самого, уверенную и насмешливую. Она очень привлекательна и вдобавок отлично танцует. Несмотря на первоначальную холодность и пренебрежительное отношение к Тони, Стефани в итоге соглашается выступить с ним, поставив одно условие: их связывает участие в конкурсе и ничего более, кроме танца.
Анетта настаивает на свидании с ней, но оно оборачивается неудачей. Проезжая по мосту Верраццано (который постоянно фигурирует в фильме), компания решает испугать Анетту. Тони и его друг разыгрывают её: они якобы падают с моста, на самом деле всего лишь спрыгнув на метр ниже ограждения и скрывшись из её виду.
После нескольких встреч в клубе Стефани просит Тони помочь ей перевезти вещи в другую часть города (Бобби Си одалживает Тони машину и, пользуясь случаем, просит, чтобы вечером тот позвонил ему, но Тони забывает об обещании). В доме, к которому они со Стефани подъезжают, оказывается её приятель, явно давний и хороший знакомый: во время разговора он мимоходом целует её. Позже в машине Тони расстроен и требует рассказать ему об этом человеке, Стефани утверждает, что это всего лишь её старый друг, но неожиданно срывается и плачет. Тони увозит её, останавливает машину у моста Верраццано и рассказывает о нём.
Настал вечер соревнования. Выступающие предпоследними Тони и Стефани вызывают бурю аплодисментов и в итоге получают Первый приз, однако последняя выступавшая пара, дуэт из Пуэрто-Рико, танцевала настолько хорошо, что Тони понимает: победа досталась им не по праву. К изумлению девушки, Тони отдаёт Первый приз пуэрто-риканской паре, считая их более достойными этой награды.
Тони уводит Стефани из клуба, негодуя на судейскую несправедливость: он объясняет их первое место своей известностью в клубе.
В машине Тони пытается изнасиловать Стефани, та пробует убедить его, что притворялась влюблённой только ради победы в конкурсе. Ей удаётся вырваться, и она убегает.
С друзьями Тони возвращается с конкурса и останавливается на мосту Верраццано. Бобби Си, обычно робкий и тихий, вдруг решает пройти по самому краю ограждения. Он смеется испугу друзей, на этот раз — настоящему. На просьбу Тони вернуться в машину и поговорить, он упрекает друга в том, что тот не уделял ему времени и внимания раньше. Тони почти дотягивается до Бобби, но тот уворачивается и падает с моста.
Потрясённый случившимся, Тони бродит по городу целую ночь, а утром приходит к Стефани. Он просит прощения, ищет её поддержки и совета, обещает быть ей просто другом. Прощение получено, идут финальные титры, и зритель понимает, что всё только начинается…

## В ролях
| Актёр                                | Роль                     |
| ------------------------------------ | ------------------------ |
| Джон Траволта                        | Энтони «Тони» Манеро     |
| Карен Линн Горни                     | Стефани Мангано          |
| Барри Миллер                         | Бобби Си                 |
| Джозеф Кэйли                         | Джои                     |
| Донна Пескоу                         | Аннет                    |
| Вэл Бисоглио                         | Фрэнк Манеро             |
| Фрэн Дрешер                          | Конни (кинодебют Дрешер) |
| Хелен Траволта (мать Джона Траволты) | Дама в магазине красок   |
| Энн Траволта (сестра Джона Траволты) | Девушка с пиццей         |
| Лиза Пелузо                          | Линда                    |

## Места действия
- Мост Верраццано
- Phillips Dance Studio
- Клуб «2001 Odyssey», в 1987 году переименованный в «Spectrum» (и ставший гей-клубом), был взорван в 2005 году. Клуб располагался по адресу: Нью-Йорк, Бруклин, Бей-Ридж, 64-я улица, 802.
- Прообразом места работы Тони был магазинчик «Six Brothers Hardware and Paints», располагавшийся по адресу: 7309, 5-я Авеню, Бруклин. Владельцами и управляющими магазина были Джузеппе Альберго и его шестеро сыновей. После выхода фильма магазин стал популярен у туристов, впоследствии был продан (в связи с уходом на пенсию его владельцев).

## Музыкальное сопровождение
Саундтрек к фильму, записанный и спродюсированный диско-королями Bee Gees, стал в США 15 раз платиновым, возглавлял Billboard 200 с января по июль 1978 года и выиграл «Грэмми» в номинации «альбом года». Шесть песен с этой звуковой дорожки возглавляли Billboard Hot 100. По утверждению Робина Гибба, это был самый продаваемый саундтрек в истории музыки.
Список песен
1. «Stayin' Alive» — Bee Gees — 4:45
2. «How Deep Is Your Love» — Bee Gees — 4:05
3. «Night Fever» — Bee Gees — 3:33
4. «More Than a Woman» — Bee Gees — 3:17
5. «If I Can’t Have You» — Yvonne Elliman — 3:00
6. «A Fifth of Beethoven» — Walter Murphy — 3:03
7. «More Than a Woman» — Tavares — 3:17
8. «Manhattan Skyline» — David Shire — 4:44
9. «Calypso Breakdown» — Ralph MacDonald — 7:50[5]
10. «Night on Disco Mountain» — David Shire — 5:12
11. «Open Sesame» — Kool & the Gang — 4:01
12. «Jive Talkin'» — Bee Gees — 3:43[5]
13. «You Should Be Dancing» — Bee Gees — 4:14
14. «Boogie Shoes» — KC and the Sunshine Band — 2:17
15. «Salsation» performed by David Shire — 3:50
16. «K-Jee» — MFSB — 4:13
17. «Disco Inferno» — Trammps — 10:51

Песни «Dr. Disco» и «Disco Duck», обе исполненные Риком Дисом, вошли в фильм, но не были включены в альбом.

## Разновидности картины
Изначально фильм был выпущен с рейтингом R и длился 119 минут. В 1978 году с целью привлечения более молодой аудитории была выпущена версия с рейтингом PG и длительностью 113 минут.
В 1984 году вышел сиквел «Остаться в живых» с Джоном Траволтой в главной роли и Сильвестром Сталлоне в качестве режиссёра.
По мотивам истории также поставлен одноимённый мюзикл. В 1998 и 2004 годах он шёл в театре «Вест-Энд», в 1999 году его показывали на Бродвее, а в 2009 году — в Мадриде.

## Оценки
«Лихорадка субботнего вечера» получила положительные отзывы и рассматривается многими кинокритиками, как один из лучших фильмов 1977 года. На сайте Rotten Tomatoes рейтинг фильма составляет 86 % на основе 44 рецензий со средней оценкой 7,5 из 10.
«Лихорадка субботнего вечера» была любимым фильмом известного кинокритика Джина Сискела, который посмотрел эту ленту не менее 17 раз и даже купил себе на аукционе белый диско-костюм главного героя.

## Пародии и аллюзии
Фильм удостоился пародий в ряде кинофильмов и телевизионных шоу.
- По сюжету пародии под названием Friday Night Fever (с англ. — «Лихорадка пятничного вечера»), представленной в выпуске «Шоу Бенни Хилла», вышедшем в эфир 26 декабря 1978 года[9], пенсионер, которого играет Бенни Хилл, надев парик и белый костюм, втайне от жены идёт на дискотеку, где поражает всех своим умением танцевать диско (под сыгранную в медленном темпе песню Rasputin группы Boney M), а после уходит с молодой девицей (Сью Аптон).
- В выпуске американской телепередачи «Субботним вечером в прямом эфире» от 25 февраля 1978 года под названием Samurai Night Fever (с англ. — «Лихорадка самурайского вечера»)[10] пародируются семейные сцены и танцы на дискотеке. Главные герои — помешанный на самураях италоамериканец Тони (Джон Белуши) и его родной чернокожий брат-священник Джоуи (О. Джей Симпсон), которому надоело быть чёрным.
- В британском скетч-шоу The Goodies была представлена своеобразная пародия под названием Saturday Night Grease, в которой обыгрывались отдельные сцены и музыкальные номера из фильмов Saturday Night Fever и Grease.
- Эпизод с танцами на дискотеке был спародирован в фильмах «Аэроплан!» (в котором главный герой картины, военный лётчик Тед Страйкер, одетый в парадную форму белого цвета, танцует в баре, как персонаж Джона Траволты, и знакомится с понравившейся ему дамой) и «Третий лишний».
- Вступительная сцена фильма пародируется в мультфильме «Мадагаскар»: зебра Марти гуляет по улицам Нью-Йорка под ту же самую песню «Stayin' Alive», и смотрит вслед прошедшей мимо женщине в полосатом чёрно-белом жакете.[11]
- Фильму «Лихорадка субботнего вечера» была посвящена 16 серия третьего сезона телесериала Glee под названием «Saturday Night Glee-ver» — в неё были включены восемь музыкальных композиций из фильма, и многие номера были частично скопированы с оригиналов.
- Сам режиссёр фильма Джон Бэдэм использовал намёк на собственную работу в фильме 1986 года «Короткое замыкание»: ощущающий себя живым робот Джонни 5 смотрит по телевизору «Лихорадку субботнего вечера» и танцует как герой Траволты с хозяйкой дома.